# PlayStation 2のゲームタイトル一覧 (2004年)
PlayStation 2のゲームタイトル一覧 (2004年)（プレイステーションツーのゲームタイトルいちらん (2004ねん)）では、PlayStation 2対応として2004年に発売されたゲームソフト（全465タイトル）を発売順に列記する。

## 発売ソフトの形態・変遷

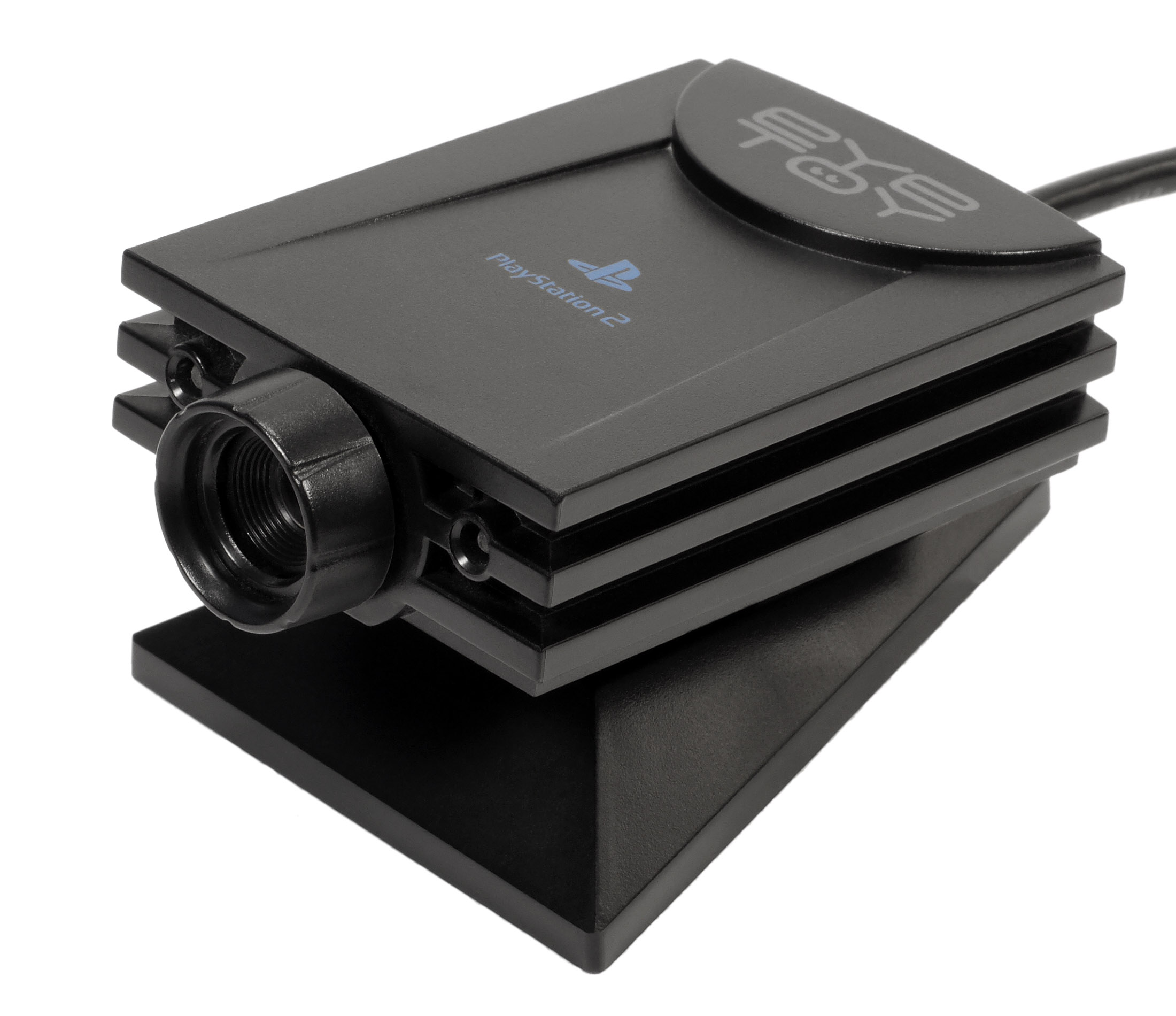
EyeToy本体

この年も各社から次々とヒット作が誕生した。まず、2月に発売された『戦国無双』は無双シリーズとしては初めて日本の戦国時代を題材としたことから前評判が高く、発売から1週間で販売本数100万部を突破するほどの売れ行きを見せ、アペンドディスクの発売やXboxへの移植もなされた。次いで、カプコンから3月に発売された『モンスターハンター』は、オンライン要素を取り入れることで仲間との協力プレイやハンティングゲームというジャンルの成立に一役買った。当初、この作品は新規タイトルだったこともあって知名度は低かったが、口コミなどによって人気が広まった。同作のヒットによりブロードバンド向けのネットワークサービス・マルチマッチングBBの会員数が6万人を突破しただけでなく、アップグレード版のリリースなどを経てシリーズ化した。また、ナムコから3月に発売された『塊魂』は主人公である王子が塊を転がしながら周囲のものを巻き込んで大きくしていくという独創的なシステムに加え、地面にフォークが刺さっているといったステージ風景や、巻き込まれた生物が声を上げるといったユーモラスな演出も話題を呼んだ。
下半期においても、スクウェア・エニックス発足後初めてのドラゴンクエストシリーズ作品となる『ドラゴンクエストVIII 空と海と大地と呪われし姫君』（11月発売）は、ゲームソフト売上集積サイトVGChartzによると日本国外だけで150万本を超える売り上げを記録したとされており、これがきっかけで日本国外における『ドラゴンクエスト』シリーズの知名度が上がった。IGNのクラベ・エスラは、スクウェアとエニックスの合併の効果による丁寧なローカライズが功を奏したと述べている。『グランツーリスモ』は2004年12月28日の発売から2日間で出荷本数が100万本を突破した。
ハード面においては、2004年2月11日には周辺機器の一つであるUSBカメラ・EyeToyがセットになった『EyeToy:Play』が日本でも発売された。この装置は、カメラを通じてユーザーの動きをゲームに反映させる仕組みとなっている。その後、2004年4月にはEyeToyが単体で発売され、サードパーティからも『かいけつゾロリ めざせ!いたずらキング』や『ボボボーボ・ボーボボ集まれ!!体感ボーボボ』といった専用ソフトが発売された。
一方、北米においてはPlayStation2の発売から5年が経過することから、カジュアル層にも訴求する方針が立てられ、その一環としてオンラインプレイへの対応が挙げられた。他方、5月には西部劇調のガンアクション『レッド・デッド・リボルバー』がRockstar Gamesから日本国外に向けて発売された。当時は西部開拓時代を題材としたコンピュータゲームが珍しかったこともあって成功し、のちにPlayStation 3/Xbox360用ソフト『レッド・デッド・リデンプション』（2010年発売）の礎となった。

## 発売されたタイトル
| 発売日   | タイトル | 発売元                                         | 備考 |
| -------- | --- | ---------------------------------------------- | --- |
| 1月8日   | 最強 東大将棋2004                                                                                                | 毎日コミュニケーションズ                       | |
| 1月8日   | SEVEN SAMURAI 20XX                                                                                               | サミー                                         | 映画『七人の侍』をモチーフとしたSFアクションゲーム |
| 1月8日   | ハルク | サイバーフロント                               | 同名映画のゲーム化 |
| 1月8日   | ロード・オブ・ザ・リング/王の帰還                                                                                | エレクトロニック・アーツ                       | |
| 1月15日  | ANUBIS ZONE OF THE ENDERS SPECIAL EDITION                                                                        | コナミ                                         | 『ANUBIS ZONE OF THE ENDERS』の内容調整版 |
| 1月15日  | 石倉昇九段の囲碁講座 上級編                                                                                      | アンバランス                                   | |
| 1月15日  | セガエイジス2500 Vol.6 イチニのタントアールとボナンザブラザーズ                                                  | 3Dエイジス                                     | 『タントアール』、『イチダントアール』および『ボナンザブラザーズ』を収録 |
| 1月15日  | 第三帝国興亡記                                                                                                   | グローバル・A・エンタテインメント              | |
| 1月22日  | 宇宙のステルヴィア                                                                                               | バンダイ                                       | 同名テレビアニメのゲーム化 |
| 1月22日  | クラウチングタイガー ヒドゥンドラゴン                                                                            | エンターテインメントソフトウェアパブリッシング | 同名映画のゲーム化。 |
| 1月22日  | 鋼鉄の咆哮2 ウォーシップコマンダー                                                                               | コーエー                                       | |
| 1月22日  | ザ・シムズ | エレクトロニック・アーツ                       | シムシリーズの一作品で、日本では他機種向けに『シムピープル』として発売されていた                                                                                                 |
| 1月22日  | SuperLite 2000パズル クロスワード                                                                                | サクセス                                       | |
| 1月22日  | スターオーシャン Till the End of Time ディレクターズカット                                                       | スクウェア・エニックス                         | 『スターオーシャン3』の内容強化版 |
| 1月22日  | ターミネーター3 ライズ オブ マシーン                                                                             | アタリジャパン                                 | セガとアタリジャパンの業務提携第1弾として位置づけられていた。 |
| 1月22日  | ネビュラ -エコーナイト-                                                                                          | フロム・ソフトウェア                           | 「エコーナイト」シリーズの1作品 |
| 1月22日  | 爆走コンボイ伝説〜男花道アメリカ浪漫〜                                                                           | スパイク                                       | |
| 1月22日  | ファントム・ブレイブ                                                                                             | 日本一ソフトウェア                             | 『魔界戦記ディスガイア』の流れをくむシミュレーションRPG |
| 1月22日  | 風雲 新撰組 | 元気                                           | 新撰組を題材としたアクションゲーム |
| 1月22日  | ハリー・ポッターと賢者の石                                                                                       | エレクトロニック・アーツ                       | 同名映画のゲーム化。 |
| 1月29日  | エキサイティングプロレス5                                                                                        | ユークス                                       | |
| 1月29日  | シークレット・ウェポン・オーバー・ノルマンディ                                                                   | エレクトロニック・アーツ                       | |
| 1月29日  | 式神の城II | タイトー                                       | 『式神の城』の続編で、日本国外においては「Castle Shikigami 2」という題名で発売されており、日本国外版のパブリッシャ側の意向により一部キャラクターのグラフィックが変更されている。 |
| 1月29日  | SIMPLE2000シリーズ Vol.44 THE はじめてのRPG 〜伝説の継承者〜                                                     | ディースリー・パブリッシャー                   | |
| 1月29日  | 真・女神転生III-NOCTURNE マニアクス                                                                              | アトラス                                       | 『真･女神転生』シリーズのひとつ |
| 1月29日  | トムとジェリー ヒゲヒゲだいせんそう                                                                              | サクセス                                       | アニメ作品『トムとジェリー』のゲーム化。 |
| 1月29日  | 西風の狂詩曲 | マーベラスインタラクティブ                     | |
| 1月29日  | はじめの一歩2 VICTORIOUS ROAD                                                                                    | エンターテインメントソフトウェアパブリッシング | |
| 2月4日   | ぷよぷよフィーバー                                                                                               | セガ                                           | |
| 2月5日   | AIRFORCE DELTA 〜BLUE WING KNIGHTS〜                                                                             | コナミ                                         | |
| 2月5日   | ドラゴンボールZ2                                                                                                 | バンダイ                                       | 「ドラゴンボールZ」シリーズ第2作。 |
| 2月5日   | モエかん 〜萌えっ娘島へようこそ〜                                                                                | プリンセスソフト                               | 同名PCゲームの移植版。 |
| 2月11日  | EyeToy:Play | ソニー・コンピュータエンタテインメント         | EyeToyがセットになったゲームソフト。 北米では2003年11月4日に先行発売されている。 キャンセルキーは×ボタン(日本国外は〇ボタン)ではなく△ボタンになっている。                        |
| 2月11日  | 空戦 II | 角川書店                                       | |
| 2月11日  | 007 エブリシング オア ナッシング                                                                                 | エレクトロニック・アーツ                       | 『007 ナイトファイア』の続編。 |
| 2月11日  | 戦国無双 | コーエー                                       | 無双シリーズとしては初めて日本史を題材とした作品で、コーエー25周年記念作品でもある。                                                                                             |
| 2月12日  | SuperLite 2000パズル ZOOO                                                                                        | サクセス                                       | |
| 2月12日  | テニスの王子様 Love of Prince Bitter                                                                             | コナミ                                         | |
| 2月12日  | テニスの王子様 Love of Prince Sweet                                                                              | コナミ                                         | |
| 2月19日  | SDガンダム GGENERATION SEED                                                                                      | バンダイ                                       | 『SDガンダム Gジェネレーション』のシリーズの一つで、テレビアニメ『機動戦士ガンダムSEED』のストーリーが収録されている                                                             |
| 2月19日  | ガンバード 1&2                                                                                                   | アトラス                                       | アーケードゲーム『ガンバード』およびその続編である『ガンバード2』を収録。 |
| 2月19日  | ギャロップレーサー ラッキー7                                                                                     | テクモ                                         | ギャロップレーサーシリーズ第7弾 |
| 2月19日  | COOL GIRL | コナミ                                         | 同名アクションフィギュアのゲーム化作品。 |
| 2月19日  | シャドウハーツII                                                                                                 | アルゼ                                         | シャドウハーツシリーズ第2弾。 |
| 2月19日  | SIMPLE2000シリーズ アルティメット Vol.16 戦国VS現代                                                              | ディースリー・パブリッシャー                   | |
| 2月19日  | ネットでボンバーマン                                                                                             | ハドソン                                       | PS2オンライン専用 |
| 2月19日  | ファイナルファンタジーX-2 インターナショナル+ラストミッション                                                    | スクウェア・エニックス                         | 北米版『ファイナルファンタジーX-2』をもとに、後日談「ラストミッション」を追加した作品。                                                                                          |
| 2月19日  | ポップンミュージック9                                                                                            | コナミ                                         | |
| 2月19日  | MISSING PARTS sideB the TANTEI STORIES                                                                           | フォグ                                         | 『MISSING PARTS sideA the TANTEI STORIES』の姉妹作品。 |
| 2月19日  | ワールドサッカーウイニングイレブン7 インターナショナル                                                           | コナミ                                         | 中国においては2004年6月25日に発売された。 |
| 2月26日  | After...〜忘れえぬ絆〜                                                                                           | ピオーネソフト                                 | |
| 2月26日  | 鬼武者3 | カプコン                                       | 鬼武者シリーズ第3弾にして最終作 |
| 2月26日  | 街道バトル2 CHAIN REACTION                                                                                       | 元気                                           | 『街道バトル』の続編 |
| 2月26日  | 機甲兵団J-PHOENIX2                                                                                               | アトラス                                       | |
| 2月26日  | GALAXY ANGEL Moonlit Lovers                                                                                      | ブロッコリー                                   | 『ギャラクシーエンジェル』の続編で、当初は2003年8月26日に発売が予定されていた。                                                                                                  |
| 2月26日  | サッカーライフ!                                                                                                  | バンプレスト                                   | |
| 2月26日  | SIMPLE2000シリーズ アルティメット Vol.17 対戦!爆弾ポイポイ                                                       | ディースリー・パブリッシャー                   | |
| 2月26日  | SIMPLE2000シリーズ アルティメット Vol.18 ラブ★エアロビ                                                           | ディースリー・パブリッシャー                   | |
| 2月26日  | SNOW | NECインターチャネル                            | |
| 2月26日  | スロッターUPマニア4 南国の香!スーパーハナハナ&シオマール&オアーゼ                                                | ドラス                                         | |
| 2月26日  | セガエイジス2500 Vol.8 バーチャレーシング フラットアウト                                                         | 3Dエイジス                                     | アーケードゲーム『バーチャレーシング』のリメイク |
| 2月26日  | セガエイジス2500 Vol.9 ゲイングランド                                                                            | 3Dエイジス                                     | アーケードゲーム『ゲイングランド』のリメイク |
| 2月26日  | 提督の決断IV with パワーアップキット                                                                             | コーエー                                       | |
| 2月26日  | てんたま2wins | KID                                            | |
| 2月26日  | ナースウィッチ小麦ちゃんマジカルて                                                                               | KID                                            | |
| 2月26日  | FIREFIGHTER F.D.18                                                                                               | コナミ                                         | 消防士を題材としたアクションゲーム。 |
| 2月26日  | ふらせら | データム・ポリスター                           | |
| 2月26日  | RIDING SPIRITSII                                                                                                 | スパイク                                       | |
| 2月26日  | ローグオプス | ケムコ                                         | |
| 3月4日   | ガングレイヴO.D.                                                                                                 | レッド・エンタテインメント                     | 『ガングレイヴ』の続編 |
| 3月4日   | 攻殻機動隊 STAND ALONE COMPLEX                                                                                   | ソニー・コンピュータエンタテインメント         | 同名メディアミックスのゲーム化。 |
| 3月4日   | 魁!!クロマティ高校〜これはひょっとしてゲームなのか!?編〜                                                         | ハドソン                                       | 漫画『魁!!クロマティ高校』のゲーム化 |
| 3月4日   | ダイエット チャンネル                                                                                            | コナミ                                         | |
| 3月4日   | pop'n対戦ぱずるだまONLINE                                                                                        | コナミ                                         | 『Pop'n music』をモチーフに、『対戦ぱずるだま』のシステムを取り入れた作品で、PlayStation BB Unitを介したオンラインプレイにも対応していた                                         |
| 3月4日   | 零式艦上戦闘記                                                                                                   | タイトー                                       | |
| 3月10日  | wordimagesoundplay                                                                                               | ソニー・ミュージックエンタテインメント         | |
| 3月11日  | Angel's Feather                                                                                                  | KID                                            | |
| 3月11日  | ジャック×ダクスター2                                                                                             | ソニー・コンピュータエンタテインメント         | |
| 3月11日  | SuperLite 2000テーブル UNO                                                                                       | サクセス                                       | カードゲーム「UNO」のデジタル化。 |
| 3月11日  | おしえて! ぽぽたん                                                                                               | WellMADE                                       | |
| 3月11日  | モンスターハンター                                                                                               | カプコン                                       | PS2オンライン対応 |
| 3月18日  | アーマード・コア ネクサス                                                                                        | フロム・ソフトウェア                           | アーマード・コアシリーズ第8弾で、N系と呼ばれるシリーズとしては第1弾に相当する。                                                                                                  |
| 3月18日  | アストロボーイ・鉄腕アトム                                                                                       | セガ                                           | 同名テレビアニメのゲーム化 |
| 3月18日  | 犬夜叉 呪詛の仮面                                                                                                | バンダイ                                       | |
| 3月18日  | 十六夜れんか | 加賀テック                                     | |
| 3月18日  | 塊魂 | ナムコ                                         | 塊魂シリーズ第1弾。もともとは2004年4月1日に発売が予定されていた |
| 3月18日  | カラオケレボリューション J-POPベストVol.9                                                                        | コナミ                                         | |
| 3月18日  | カラオケレボリューション Dreams & Memories                                                                       | コナミ                                         | |
| 3月18日  | 金色のコルダ | コーエー                                       | |
| 3月18日  | CROSS†CHANNEL 〜to all people〜                                                                                  | KID                                            | PCゲーム『CROSS†CHANNEL』の移植版 |
| 3月18日  | 最遊記RELOAD | バンダイ                                       | |
| 3月18日  | サクラ大戦物語 〜ミステリアス巴里〜                                                                              | セガ                                           | 『サクラ大戦』 シリーズの1作品で、巴里華撃団を主役としている |
| 3月18日  | 真・三國無双3 Empires                                                                                            | コーエー                                       | 『真・三國無双3』の強化版 |
| 3月18日  | SIMPLE2000シリーズ Vol.43 THE裁判 新米司法官 桃田 司の10の裁判ファイル                                           | ディースリー・パブリッシャー                   | |
| 3月18日  | SIMPLE2000シリーズ Vol.45 THE 恋と涙と、追憶と…。〜スレッドカラーズ さよならの向こう側〜                         | ディースリー・パブリッシャー                   | |
| 3月18日  | SIMPLE2000シリーズ Vol.46 THE 漢字クイズ                                                                         | ディースリー・パブリッシャー                   | |
| 3月18日  | SAINTS 聖なる魔物                                                                                                | ソニー・コンピュータエンタテインメント         | 魔物に変身できる少女と、善の女神の使いでありガーゴイルの旅を描いたゲーム |
| 3月18日  | 爆笑!!人生回道 NOVAうさぎが見てるぞ!!                                                                            | タイトー                                       | NOVAうさぎを題材に、『爆笑!!人生劇場』のシステムを取り入れたゲームであり、過去のタイトー作品のセルフパロディ集という側面もある。                                                 |
| 3月18日  | ピューと吹く!ジャガー 明日のジャンプ                                                                             | コナミ                                         | |
| 3月18日  | FIFA トータルフットボール                                                                                        | エレクトロニック・アーツ                       | 『FIFAサッカー2004』を日本向けにローカライズした作品で、プレイステーション BBUnitを介したオンラインプレイに対応している。                                                        |
| 3月18日  | フリーダム・ファイターズ                                                                                         | エレクトロニック・アーツ                       | ソビエト連邦に占領されたアメリカを描いたアクションゲーム |
| 3月18日  | ポポロクロイス 月の掟の冒険                                                                                      | ソニー・コンピュータエンタテインメント         | |
| 3月18日  | Remember11 -the age of infinity-                                                                                 | KID                                            | |
| 3月25日  | 好きなものは好きだからしょうがない!! -FIRST LIMIT&TARGET†NIGHTS- Sukisyo! Episode #01+#02                        | NECインターチャネル                            | |
| 3月25日  | セガエイジス2500 Vol.10 アフターバーナーII                                                                       | 3Dエイジス                                     | アーケードゲーム『アフターバーナーII』のリニューアル版 |
| 3月25日  | セガエイジス2500 Vol.11 北斗の拳                                                                                 | 3Dエイジス                                     | セガ・マークIII用ソフト『北斗の拳』のリメイク |
| 3月25日  | TAISEN1 将棋 | 毎日コミュニケーションズ                       | |
| 3月25日  | TAISEN2 囲碁 | 毎日コミュニケーションズ                       | |
| 3月25日  | TAISEN3 麻雀 | 毎日コミュニケーションズ                       | |
| 3月25日  | TAISEN4 ソルジャー                                                                                               | 毎日コミュニケーションズ                       | |
| 3月25日  | てのひらを、たいように 〜永久の絆〜                                                                              | プリンセスソフト                               | |
| 3月25日  | ドラゴンクエストV 天空の花嫁                                                                                     | スクウェア・エニックス                         | 同名スーパーファミコン用ソフトのリメイク |
| 3月25日  | 熱チュー!プロ野球2004                                                                                            | ナムコ                                         | フジテレビとのコラボレーション作品『熱チュー! プロ野球』シリーズの1作品。 |
| 3月25日  | プロ野球スピリッツ2004                                                                                           | コナミ                                         | 『プロ野球JAPAN2001』のシステムを基にした作品で、プロ野球スピリッツシリーズ第1作でもある。                                                                                       |
| 3月25日  | まーじゃんパーティー アイドルと麻雀勝負                                                                          | 株式会社シービーシー                           | |
| 3月25日  | 黄泉がえり | ディースリー・パブリッシャー                   | 同名小説およびその映画版を基にしたゲーム |
| 3月25日  | らいむいろ戦奇譚☆純                                                                                              | 角川書店                                       | |
| 3月25日  | 怪獣大激戦 War of the Monsters                                                                                   | カプコン                                       | 日本国外では"WAR OF THE MONSTERS"という題名で発売された。 |
| 3月25日  | ミッション:インポッシブル -オペレーション・サルマ-                                                               | アタリジャパン                                 | 映画『ミッションインポッシブル』のゲーム化。 |
| 3月25日  | ステディ×スタディ                                                                                                | アイディアファクトリー                         | アイディアファクトリーの男性向けブランド「アイエフ メイト」の第1弾。 |
| 3月25日  | THE KING OF FIGHTERS 2002                                                                                        | SNKプレイモア                                  | |
| 3月25日  | 金色のガッシュベル!! 友情タッグバトル                                                                            | バンダイ                                       | メディアミックス『金色のガッシュ!!』を原作とする対戦格闘ゲームであり、育成要素もある                                                                                             |
| 4月1日   | 九怨 -kuon- | フロム・ソフトウェア                           | 陰陽道を題材としたホラーゲーム |
| 4月1日   | -どこでもいっしょ- トロと流れ星                                                                                  | ソニー・コンピュータエンタテインメント         | 『どこでもいっしょ』シリーズで初めて主人公の姿が描かれる作品。 |
| 4月1日   | 信長の野望・天下創世                                                                                             | コーエー                                       | |
| 4月1日   | BURNOUT2 POINT OF IMPACT                                                                                         | サミー                                         | |
| 4月8日   | GUNSLINGER GIRL Volume.I                                                                                         | マーベラスエンターテイメント                   | |
| 4月8日   | こころの扉 | ジェネックス                                   | |
| 4月8日   | シャーマンキング ふんばりスピリッツ                                                                              | バンダイ                                       | |
| 4月8日   | SIMPLE2000シリーズ Vol.47 THE 合戦 関ヶ原                                                                        | ディースリー・パブリッシャー                   | |
| 4月8日   | SIMPLE2000シリーズ Vol.48 THE タクシー 〜運転手は君だ〜                                                          | ディースリー・パブリッシャー                   | |
| 4月8日   | SuperLite2000 シミュレーション 箱庭鉄道 ブルートレイン・特急編                                                   | サクセス                                       | |
| 4月15日  | 紅の海2 | コーエー                                       | Xbox用ソフト『紅の海』の続編で、当初は2004年3月4日に発売される予定だった。 |
| 4月15日  | ケイナ | ナムコ                                         | 同名アニメ映画のゲーム化 |
| 4月15日  | 幸福操作官 | ソニー・コンピュータエンタテインメント         | 仮想空間で100人の人生を幸せな方向に導くシミュレーションゲーム。 |
| 4月15日  | CR仮面ライダー パチってちょんまげ達人5                                                                           | ハックベリー                                   | パチンコ4機種を収録した実機シミュレーター |
| 4月15日  | バックヤードレスリング                                                                                           | アイドス                                       | 同名テレビ番組のゲーム化。 |
| 4月15日  | ボンバーマンランドシリーズ ボンバーマンカートDX                                                                  | ハドソン                                       | ボンバーマンを題材としたカートレースゲーム |
| 4月22日  | カラオケレボリューション キッズソングセレクション                                                                | コナミ                                         | |
| 4月22日  | キン肉マン ジェネレーションズ                                                                                    | バンダイ                                       | 漫画『キン肉マン』のゲーム化 |
| 4月22日  | クリムゾンティアーズ                                                                                             | カプコン                                       | ドリームファクトリーが開発し、カプコンとスパイクがプロデュースしたファイティングRPG。                                                                                            |
| 4月22日  | 新天魔界ジェネレーションオブカオスIV                                                                             | アイディアファクトリー                         | アイデアファクトリーのブランド「アイエフ ネバーランド」の第1弾。 |
| 4月22日  | SIMPLE2000シリーズ Vol.49 THE ドッヂボール                                                                       | ディースリー・パブリッシャー                   | |
| 4月22日  | ダービースタリオン04                                                                                             | エンターブレイン                               | |
| 4月22日  | 探偵 神宮寺三郎 KIND OF BLUE                                                                                     | ワークジャム                                   | 神宮寺三郎シリーズ第9作で、実写が併用されている。 |
| 4月22日  | UFC2004 | マーベラスインタラクティブ                     | |
| 4月28日  | Orange Pocket -リュート-                                                                                         | ピオーネソフト                                 | |
| 4月28日  | かいけつゾロリ めざせ!いたずらキング                                                                             | バンダイ                                       | EyeToy専用。 |
| 4月28日  | ゼノサーガ フリークス                                                                                            | ナムコ                                         | 『ゼノサーガ 』のファンディスク |
| 4月28日  | 超最速!族車キングBU〜仏恥義理伝説2〜                                                                             | ディースリー・パブリッシャー                   | |
| 4月28日  | プリンセスメーカー                                                                                               | ジェネックス                                   | 同名PCゲームの移植版で、当初は2004年3月25日に発売される予定だった。 |
| 4月28日  | ホーンテッドマンション                                                                                           | ユークス                                       | |
| 4月29日  | GetBackers-奪還屋- 裏新宿最強バトル                                                                              | コナミ                                         | |
| 4月29日  | 対戦ホットギミック コスプレ雀                                                                                    | クロスノーツ                                   | 業務用脱衣麻雀『対戦ホットギミック』のアレンジ移植。 |
| 5月6日   | オンラインプロレスリング                                                                                         | ユークス                                       | |
| 5月13日  | SuperLite2000 テーブル 花札                                                                                      | サクセス                                       | |
| 5月13日  | パチスロ闘魂伝承 猪木祭 アントニオ猪木という名のパチスロ機 アントニオ猪木自身がパチスロ機                        | サクセス                                       | |
| 5月20日  | ウイニングポスト6 MAXIMUM 2004                                                                                   | コーエー                                       | |
| 5月20日  | ウルトラマン | バンダイ                                       | 同名テレビ番組のゲーム化 |
| 5月20日  | カレーハウスCoCo壱番屋 今日も元気だ!カレーがうまい!!                                                             | ドラス                                         | カレーライスチェーン「カレーハウスCoCo壱番屋」を題材としたアクションゲームで、従業員育成シミュレーションゲームとしての一面もある。                                               |
| 5月20日  | Grand Theft Auto: Vice City                                                                                      | カプコン                                       | 日本国外では2002年10月に発売。 |
| 5月20日  | SIMPLE2000シリーズ Vol.50 THE 大美人                                                                             | ディースリー・パブリッシャー                   | グラビアアイドル・双葉理保の巨大化の顛末を描いたアクションゲーム |
| 5月20日  | SIMPLE2000シリーズ Vol.51 THE 戦艦                                                                               | ディースリー・パブリッシャー                   | 1940年代の海戦を題材とした戦艦アクションゲーム |
| 5月20日  | SIMPLE2000シリーズ Vol.52 THE 地球侵略群〜スペースレイダース〜                                                   | ディースリー・パブリッシャー                   | |
| 5月20日  | 爆走マウンテンバイカーズ                                                                                         | ソニー・コンピュータエンタテインメント         | |
| 5月24日  | セガエイジス2500 Vol.12 ぷよぷよ通 パーフェクトセット                                                            | 3Dエイジス                                     | 『ぷよぷよ通』のリニューアル版 |
| 5月27日  | イリスのアトリエ エターナルマナ                                                                                  | ガスト                                         | |
| 5月27日  | MLB 2004 | ソニー・コンピュータエンタテインメント         | |
| 5月27日  | カラフルBOX to Love                                                                                              | KID                                            | |
| 5月27日  | ケリー・スレーター プロサーファー 2003                                                                           | カプコン                                       | |
| 5月27日  | 最強銀星将棋4 | マグノリア                                     | |
| 5月27日  | 三洋パチンコパラダイス10 〜源さん おかえりっ!〜                                                                  | アイレムソフトウェアエンジニアリング           | |
| 5月27日  | 実戦パチスロ必勝法! 北斗の拳                                                                                     | サミー                                         | |
| 5月27日  | 勝負師伝説 哲也 DIGEST                                                                                           | アテナ                                         | 「勝負師伝説 哲也」シリーズの1作品 |
| 5月27日  | スーパーロボット大戦MX                                                                                           | バンプレスト                                   | 当初は2004年3月に発売が予定されていた。 |
| 5月27日  | セガエイジス2500 Vol.13 アウトラン                                                                               | 3Dエイジス                                     | アーケードゲーム『アウトラン』のリメイク |
| 5月27日  | 電車でGO! FINAL                                                                                                  | タイトー                                       | |
| 5月27日  | 転生學園幻蒼録                                                                                                   | アスミック・エースエンタテインメント           | |
| 5月27日  | トニー・ホーク プロスケーター 2003                                                                               | カプコン                                       | |
| 5月27日  | PANZER FRONT Ausf.B                                                                                              | エンターブレイン                               | |
| 5月27日  | ビーストサップ                                                                                                   | 日本アミューズメント放送                       | 同名パチスロ機の実機シミュレーター |
| 5月27日  | ビブリップル | ソニー・コンピュータエンタテインメント         | PlayStation用ソフト『ビブリボン』の精神的続編である、写真を使ったアクションゲーム。                                                                                              |
| 5月27日  | フットボールキングダム -トライアルエディション-                                                                  | ナムコ                                         | 日本サッカー協会(JFA)公認作品で、選手が実名で登場する。 |
| 5月27日  | ブラッディロア4                                                                                                  | ハドソン                                       | ブラッディロアシリーズの1作品。 |
| 5月27日  | Princess Holiday 〜転がるりんご亭千夜一夜〜                                                                      | アルケミスト                                   | |
| 5月27日  | 麻雀覇王 真剣バトル                                                                                              | 毎日コミュニケーションズ                       | |
| 5月27日  | マット・ホフマン プロBMX2003                                                                                     | カプコン                                       | |
| 5月27日  | 吉野家 | サクセス                                       | 同名牛丼チェーン店を題材としたゲーム |
| 5月27日  | ロスト・アヤ・ソフィア                                                                                           | アイディアファクトリー                         | 人間と悪魔の愛憎劇を描いたアドベンチャーゲーム |
| 5月27日  | WRC3 | スパイク                                       | |
| 6月3日   | スポーン 運命の鎖                                                                                                | ナムコ                                         | アメリカン・コミック『スポーン』のゲーム化 |
| 6月3日   | 信長戦記 | グローバル・A・エンタテインメント              | |
| 6月10日  | 桜坂消防隊 | アイレムソフトウェアエンジニアリング           | 消防士を題材としたアクションゲーム |
| 6月10日  | 世界最強銀星囲碁5                                                                                                | マグノリア                                     | |
| 6月10日  | 放課後のLove Beat                                                                                                | ディースリー・パブリッシャー                   | |
| 6月10日  | アニメバトル 烈火の炎 FINAL BURNING                                                                              | コナミ                                         | |
| 6月17日  | エスプガルーダ                                                                                                   | アリカ                                         | 同名アーケードゲームの移植版 |
| 6月17日  | GUNSLINGER GIRL Volume.II                                                                                        | バンダイ                                       | |
| 6月17日  | SILENT HILL 4 THE ROOM                                                                                           | コナミ                                         | サイレントヒルシリーズの1作品 |
| 6月17日  | 十二国記 -赫々たる王道 紅緑の羽化-                                                                               | コナミ                                         | |
| 6月17日  | スロッターUPコア3 愉打!ドロンジョにおまかせ                                                                      | ドラス                                         | パチスロ『ドロンジョにおまかせ』の実機シミュレーター |
| 6月17日  | PIZZICATO POLKA 〜縁鎖現夜〜                                                                                     | KID                                            | |
| 6月17日  | フロッガーレスキュー                                                                                             | コナミ                                         | |
| 6月24日  | EyeToy フリフリダンス天国                                                                                        | ソニー・コンピュータエンタテインメント         | EyeToyを用いたダンスゲーム。 |
| 6月24日  | Vampire Panic | サミー                                         | 開発はアルファ・システムが担当した。 |
| 6月24日  | 3年B組金八先生 伝説の教壇に立て!                                                                                 | チュンソフト                                   | テレビドラマ『3年B組金八先生』のゲーム化 |
| 6月24日  | Jリーグ プロサッカークラブをつくろう!'04                                                                         | セガ                                           | |
| 6月24日  | 神魂合体ゴーダンナー!!                                                                                           | バンダイ                                       | 同名テレビアニメのゲーム化 |
| 6月24日  | SIMPLE2000シリーズ Vol.53 THE カメラ小僧                                                                         | ディースリー・パブリッシャー                   | |
| 6月24日  | SIMPLE2000シリーズ Vol.54 THE 大海獣                                                                             | ディースリー・パブリッシャー                   | 巨大生物との戦いを描いた作品。 |
| 6月24日  | SIMPLE2000シリーズ Vol.55 THE キャットファイト                                                                   | ディースリー・パブリッシャー                   | |
| 6月24日  | ゼノサーガ エピソードII［善悪の彼岸］                                                                            | ナムコ                                         | 『ゼノサーガ エピソードI [力への意志]』の続編 |
| 6月24日  | DearS | メディアワークス                               | 同名漫画のゲーム化。 |
| 6月24日  | 福原愛の卓球一直線                                                                                               | サクセス                                       | |
| 6月24日  | Memories Off 〜それから〜                                                                                        | KID                                            | |
| 6月26日  | ハリー・ポッターとアズカバンの囚人                                                                               | エレクトロニック・アーツ                       | 同名映画のゲーム化 |
| 7月1日   | ガチャメカスタジアム サルバト〜レ                                                                                | ソニー・コンピュータエンタテインメント         | サルゲッチュシリーズの外伝。 |
| 7月1日   | 機神咆吼デモンベイン                                                                                             | 角川書店                                       | PCゲーム『斬魔大聖デモンベイン』の移植版。当初は2004年3月11日に発売される予定だった。                                                                                            |
| 7月1日   | 3LDK♥〜幸せになろうよ〜                                                                                          | プリンセスソフト                               | PCゲームの移植版。 |
| 7月1日   | スマッシュコート プロトーナメント2                                                                               | ナムコ                                         | プロ選手が実名で登場するテニスゲーム。 |
| 7月1日   | 鉄人28号 | バンダイ                                       | 同名作品のゲーム化。 |
| 7月1日   | モンキーターンV                                                                                                  | バンダイ                                       | 同名漫画のゲーム化。 |
| 7月8日   | クラッシュ・バンディクー 爆走!ニトロカート                                                                       | コナミ                                         | クラッシュ・バンディクーを題材とした3Dレースゲーム。 |
| 7月8日   | コロッケ! バン王の危機を救え                                                                                     | コナミ                                         | 漫画『コロッケ!』のゲーム化。 |
| 7月8日   | SuperLite2000 アドベンチャー此花パック〜3つの事件簿〜                                                            | サクセス                                       | 此花シリーズ3作品を収録。 |
| 7月8日   | ドカポンDX 〜わたる世界はオニだらけ〜                                                                            | アスミック・エースエンタテインメント           | |
| 7月15日  | うお 7つの水の伝説のヌシ                                                                                         | ソニー・コンピュータエンタテインメント         | 魚を主人公にしたアクションアドベンチャー。 |
| 7月15日  | CRぱちんこイエローキャブ パチってちょんまげ達人6                                                                 | ハックベリー                                   | 芸能事務所・イエローキャブ所属のアイドルたちを題材としたパチンコ実機シミュレータ。                                                                                               |
| 7月15日  | 実況パワフルプロ野球11                                                                                           | コナミ                                         | 実況パワフルプロ野球シリーズ第11弾。 |
| 7月15日  | DIGITAL DEVIL SAGA アバタール・チューナー                                                                        | アトラス                                       | 未来の架空都市を舞台としたシミュレーションRPG。 |
| 7月15日  | レッツプレイスポーツ!                                                                                            | コナミ                                         | Eyetoyを用いたスポーツミニゲーム集。 |
| 7月15日  | 栄冠は君に2004〜甲子園の鼓動〜                                                                                   | アートディンク                                 | 高校野球の監督の視点から甲子園を描いたシミュレーションゲーム。 |
| 7月22日  | 学園ヘヴン BOY'S LOVE SCRAMBLE! TypeB                                                                            | インターチャネル                               | 『学園ヘヴン』の別バージョン。 |
| 7月22日  | カラオケレボリューション 家族アイドル化宣言                                                                      | コナミ                                         | カラオケレボリューションの追加データ集。 |
| 7月22日  | カラオケレボリューション ファミリーパック                                                                        | コナミ                                         | カラオケレボリューションの追加データ集。 |
| 7月22日  | グラディウスV | コナミ                                         | グラディウスシリーズの家庭用ゲーム機オリジナル作品。 |
| 7月22日  | SIMPLE2000シリーズ Vol.56 THE サバイバルゲーム                                                                   | ディースリー・パブリッシャー                   | |
| 7月22日  | ストリートファイターIII 3rd STRIKE -Fight for the Future-                                                        | カプコン                                       | 同名アーケードゲームの移植版。 |
| 7月22日  | 太鼓の達人 あつまれ!祭りだ!!四代目                                                                               | ナムコ                                         | 太鼓の達人シリーズの1作品で、専用コントローラ「タタコン」同梱版あり。 |
| 7月22日  | 天誅 紅 | フロム・ソフトウェア                           | 天誅シリーズ第4弾で、『天誅 参』の前日譚にあたる。 |
| 7月22日  | 爆炎覚醒 ネバーランド戦記ZERO                                                                                    | アイディアファクトリー                         | ネバーランドシリーズ初となる3Dアクションゲーム。 |
| 7月22日  | バリュー2000シリーズ 囲碁4                                                                                       | マグノリア                                     | |
| 7月22日  | フルハウスキス                                                                                                   | カプコン                                       | |
| 7月29日  | I Love Baseball プロ野球をこよなく愛する人達へ                                                                   | サミー                                         | 楽しむことに重きを置いた野球ゲーム。 |
| 7月29日  | ATHENS 2004 | ソニー・コンピュータエンタテインメント         | IOC公認オリンピックゲーム。 |
| 7月29日  | 解決!オサバキーナ                                                                                                | KID                                            | ラジオ番組『水樹奈々 スマイルギャング』の劇中劇のゲーム化。 |
| 7月29日  | GUILTY GEAR ISUKA                                                                                                | サミー                                         | ギルティギアシリーズの1作品で、バトルロイヤル形式のアクションゲーム。 |
| 7月29日  | 木漏れ日の並木道 〜移り変わる季節の中で〜                                                                        | GN Software                                    | PCゲームの移植版。 |
| 7月29日  | ザ・ナイトメア・オブ・ドルアーガ 不思議のダンジョン                                                              | アリカ                                         | 『不思議のダンジョン』と『ドルアーガの塔』のコラボレーション作品。 |
| 7月29日  | セガエイジス2500 Vol.14 エイリアンシンドローム                                                                   | 3Dエイジス                                     | 『エイリアンシンドローム』のリメイク。 |
| 7月29日  | セガエイジス2500 Vol.15 デカスリート・コレクション                                                               | 3Dエイジス                                     | 『デカスリート』、『ウィンターヒート』、『バーチャアスリート2K』のセット。 |
| 7月29日  | サムライスピリッツ零                                                                                             | SNKプレイモア                                  | |
| 7月29日  | DJbox | ソニー・コンピュータエンタテインメント         | 音楽CDをPlayStation BB Unitに取り込んで遊ぶDJシミュレータ。 |
| 7月29日  | デジモンバトルクロニクル                                                                                         | バンダイ                                       | |
| 7月29日  | 夏少女 -Promised Summer-                                                                                         | サクセス                                       | |
| 7月29日  | バリュー2000シリーズ 将棋4                                                                                       | マグノリア                                     | |
| 7月29日  | F 〜ファナティック〜                                                                                             | プリンセスソフト                               | 19世紀のロンドンを舞台としたミステリゲームであり、当初は5月27日 に発売される予定だった                                                                                           |
| 7月29日  | 遊☆戯☆王 カプセルモンスターコロシアム                                                                            | コナミ                                         | |
| 7月29日  | ロックマンX COMMAND MISSION                                                                                      | カプコン                                       | |
| 7月29日  | ONE PIECE ランドランド!                                                                                          | バンダイ                                       | |
| 8月5日   | EA SPORTS FIGHT NIGHT 2004                                                                                       | エレクトロニック・アーツ                       | |
| 8月5日   | XIII 大統領を殺した男                                                                                            | マーベラスインタラクティブ                     | 同名漫画のゲーム化。 |
| 8月5日   | 彩京シューティングコレクションVol.1 ストライカーズ1945 I&II                                                      | タイトー                                       | アーケードゲーム『ストライカーズ1945』および『ストライカーズ1945 II』を収録しており、当初は2004年7月に発売予定だった。                                                           |
| 8月5日   | 最遊記RELOAD GUNLOCK                                                                                             | バンダイ                                       | |
| 8月5日   | サルアイトーイ 大騒ぎ!ウッキウキゲームてんこもりっ!!                                                             | ソニー・コンピュータエンタテインメント         | EyeToy専用。 |
| 8月5日   | SIMPLE2000シリーズ Vol.57 THE プロ野球2004                                                                       | ディースリー・パブリッシャー                   | |
| 8月5日   | すくすく犬福 | ハムスター                                     | |
| 8月5日   | SOCOM II: U.S. NAVY SEALs                                                                                        | ソニー・コンピュータエンタテインメント         | SOCOMシリーズ第2弾 2005年2月6日にオンラインサービス終了。 |
| 8月5日   | Darling special Backlash 恋のエキゾースト・ヒート                                                                | ディースリー・パブリッシャー                   | |
| 8月5日   | 流行り神 警視庁怪異事件ファイル                                                                                  | 日本一ソフトウェア                             | 都市伝説を題材としたテキストアドベンチャーゲーム |
| 8月5日   | beatmania IIDX 7thStyle                                                                                          | コナミ                                         | 同名アーケードゲームの移植版で、当初は2004年5月13日に発売される予定だった |
| 8月5日   | michigan | スパイク                                       | グラスホッパー・マニファクチュアが開発した作品で、報道関係者の視点からシカゴで起きた怪事件を描いている。                                                                         |
| 8月5日   | めいわく星人パニックメーカー                                                                                     | カプコン                                       | いたずらを生業とする異星人を主題としたアクションゲーム。 |
| 8月5日   | ロックマン パワーバトルファイターズ                                                                              | カプコン                                       | |
| 8月5日   | ワールドサッカーウイニングイレブン8                                                                              | コナミ                                         | |
| 8月5日   | 最強東大将棋5 | 毎日コミュニケーションズ                       | |
| 8月12日  | アクアキッズ | ユークス                                       | 同名テレビアニメのゲーム化。 |
| 8月12日  | KOF MAXIMUM IMPACT                                                                                               | SNKプレイモア                                  | |
| 8月12日  | 東京魔人學園外法帖血風録                                                                                         | マーベラスインタラクティブ                     | |
| 8月19日  | GUNSLINGER GIRL Volume.III                                                                                       | バンダイ                                       | |
| 8月19日  | 幻想水滸伝IV | コナミ                                         | |
| 8月26日  | うたう♪タンブリング・ダイス 〜私たち3人、あ・げ・る〜                                                            | エコールソフトウェア                           | |
| 8月26日  | Clover Heart's 〜looking for happiness〜                                                                         | インターチャネル                               | |
| 8月26日  | SIMPLE2000シリーズ Vol.59 THE 宇宙人と話そう!〜うちゅ〜じんってなぁに?〜                                         | ディースリー・パブリッシャー                   | |
| 8月26日  | SIMPLE2000シリーズ Vol.61 THE お姉チャンバラ                                                                     | ディースリー・パブリッシャー                   | |
| 8月26日  | 太閤立志伝V | コーエー                                       | |
| 8月26日  | ツヴァイ!! | タイトー                                       | タイトーと日本ファルコムとの提携作品の一つ。 |
| 8月26日  | バーチャファイター サイバージェネレーション ジャッジメントシックスの野望                                         | セガ                                           | バーチャファイターシリーズを題材としたアクションRPGで、当初は2004年7月29日に発売される予定だった                                                                                 |
| 8月26日  | 鋼の錬金術師 ドリームカーニバル                                                                                  | バンダイ                                       | |
| 8月26日  | ブラッドレイン                                                                                                   | エレクトロニック・アーツ                       | |
| 8月26日  | Monochrome | KID                                            | |
| 8月26日  | 重装機兵ヴァルケン                                                                                               | クロスノーツ                                   | 同名スーパーファミコン用ソフトの移植版。 |
| 9月2日   | ゴーストハンター                                                                                                 | エレクトロニック・アーツ                       | |
| 9月2日   | 三國志IX with パワーアップキット                                                                                 | コーエー                                       | |
| 9月2日   | SIMPLE2000シリーズ Vol.58 THE 外科医                                                                             | ディースリー・パブリッシャー                   | |
| 9月2日   | SIMPLE2000シリーズ Vol.60 THE 特撮変身ヒーロー                                                                   | ディースリー・パブリッシャー                   | |
| 9月2日   | -どこでもいっしょ- トロといっぱい                                                                                | ソニー・コンピュータエンタテインメント         | |
| 9月2日   | プリンス・オブ・ペルシャ 時間の砂                                                                                | ソニー・コンピュータエンタテインメント         | プリンス・オブ・ペルシャシリーズの1作品 |
| 9月2日   | RUN LIKE HELL | カプコン                                       | |
| 9月9日   | ヴァン・ヘルシング                                                                                               | ヴィヴェンディ・ユニバーサルゲームズ           | |
| 9月9日   | キングオブコロシアム 2                                                                                           | スパイク                                       | |
| 9月9日   | 此花4 〜闇を祓う祈り〜                                                                                           | サクセス                                       | |
| 9月9日   | どろろ | セガ                                           | 同名漫画のゲーム化 |
| 9月9日   | バイオハザード アウトブレイク FILE2                                                                              | カプコン                                       | |
| 9月9日   | ビューティフル ジョー 新たなる希望                                                                               | カプコン                                       | |
| 9月9日   | 東大将棋 定跡道場 完結編                                                                                         | 毎日コミュニケーションズ                       | |
| 9月16日  | アンジェリーク エトワール                                                                                        | コーエー                                       | 同名PCゲームの移植版 |
| 9月16日  | 兎-野性の闘牌-THE ARCADE 山城麻雀編                                                                              | タイトー                                       | |
| 9月16日  | 九龍妖魔學園紀                                                                                                   | アトラス                                       | |
| 9月16日  | スペクトラルフォース ラジカルエレメンツ                                                                          | アイディアファクトリー                         | |
| 9月16日  | 戦国無双 猛将伝                                                                                                  | コーエー                                       | |
| 9月16日  | テニスの王子様 最強チームを結成せよ!                                                                             | コナミ                                         | |
| 9月16日  | ファイナルファンタジーXI プロマシアの呪縛                                                                        | スクウェア・エニックス                         | ファイナルファンタジーXIの拡張データディスク。オンライン専用。同日『プレイオンライン/ファイナルファンタジーXI オールインワンパック2004』発売。サービス終了済み。                 |
| 9月16日  | プロ野球スピリッツ2004クライマックス                                                                             | コナミ                                         | データは2004年度前半戦終了のものが用いられている。 |
| 9月22日  | 剣豪3 | 元気                                           | |
| 9月22日  | サクラ大戦V EPISODE 0〜荒野のサムライ娘〜                                                                        | セガ                                           | |
| 9月22日  | SIMPLE2000シリーズ Vol.62 THE スーパーパズルボブルDX                                                             | ディースリー・パブリッシャー                   | |
| 9月22日  | Double Reaction! PLUS                                                                                            | データム・ポリスター                           | |
| 9月22日  | テイルズ オブ シンフォニア                                                                                       | ナムコ                                         | |
| 9月22日  | パティシエなにゃんこ 初恋はいちご味                                                                              | ピオーネソフト                                 | |
| 9月22日  | Formula One 2004                                                                                                 | ソニー・コンピュータエンタテインメント         | |
| 9月22日  | マイネリーベ〜優美なる記憶〜                                                                                     | コナミ                                         | |
| 9月22日  | メタルスラッグ4                                                                                                  | SNKプレイモア                                  | |
| 9月22日  | ラクガキ王国2 魔王城の戦い                                                                                       | タイトー                                       | 当初は2004年7月に発売が予定されていた。 |
| 9月22日  | 鋼の錬金術師2 赤きエリクシルの悪魔                                                                               | スクウェア・エニックス                         | |
| 9月30日  | W〜ウィッシュ〜                                                                                                  | プリンセスソフト                               | |
| 9月30日  | 強襲機甲部隊 攻撃ヘリコプター戦記                                                                                | タイトー                                       | |
| 9月30日  | ケロロ軍曹 メロメロバトルロイヤル                                                                                | バンダイ                                       | |
| 9月30日  | シンドバッドアドベンチャーは榎本加奈子でどうですか                                                               | 日本アミューズメント放送                       | 同名パチスロ機のシミュレーター。 |
| 9月30日  | スパイダーマン2                                                                                                  | タイトー                                       | |
| 9月30日  | DESIRE | インターチャネル                               | |
| 9月30日  | フレンズ 〜青春の輝き〜                                                                                          | インターチャネル                               | |
| 9月30日  | NARUTO -ナルト- ナルティメットヒーロー2                                                                          | バンダイ                                       | |
| 9月30日  | プリンセスメーカー2                                                                                              | サイバーフロント                               | 同名作品のアレンジ移植 |
| 9月30日  | ブロークン・ソード 〜眠れる竜の伝説〜                                                                            | マーベラスインタラクティブ                     | 当初は2004年4月に発売される予定だった。 |
| 9月30日  | LoveSongs♪ADV 双葉理保14歳 〜夏〜                                                                                | ディースリー・パブリッシャー                   | |
| 9月30日  | SIMPLE2000シリーズ Vol.63 もぎたて水着!女まみれの THE 水泳大会                                                   | ディースリー・パブリッシャー                   | |
| 10月6日  | 宇宙戦艦ヤマト イスカンダルへの追憶                                                                              | バンダイ                                       | |
| 10月7日  | 機動戦士ガンダムSEED 終わらない明日へ                                                                            | バンダイ                                       | |
| 10月7日  | CRぱちんこドカベン パチってちょんまげ達人7                                                                       | ハックベリー                                   | |
| 10月7日  | スター・ウォーズ バトルフロント                                                                                  | エレクトロニック・アーツ                       | 映画『スターウォーズ』シリーズのゲーム化。 |
| 10月7日  | 月は東に日は西に 〜Operation Sanctuary〜                                                                         | アルケミスト                                   | 同名成人向けPCゲームの移植版。 |
| 10月7日  | Φなる・あぷろーち                                                                                                | プリンセスソフト                               | |
| 10月7日  | ベルセルク 千年帝国の鷹篇 聖魔戦記の章                                                                           | サミー                                         | |
| 10月7日  | ボンバーマンバトルズ                                                                                             | ハドソン                                       | 『ボンバーマン』を題材とした対戦アクションゲームとスポーツゲームを収録。 |
| 10月14日 | カッパの飼い方                                                                                                   | コナミ                                         | 同名漫画のゲーム化。 |
| 10月14日 | セガエイジス2500 Vol.16 バーチャファイター2                                                                      | セガ                                           | |
| 10月14日 | 大脱走 THE GREAT ESCAPE                                                                                          | マーベラスインタラクティブ                     | 映画『大脱走』のゲーム化。 |
| 10月14日 | バーンアウト3テイクダウン                                                                                        | エレクトロニック・アーツ                       | |
| 10月14日 | Hitman: Contracts                                                                                                | アイドス                                       | |
| 10月14日 | SIMPLE2000シリーズ アルティメット Vol.19 アカギ 〜闇に降り立った天才〜                                           | ディースリー・パブリッシャー                   | |
| 10月14日 | SIMPLE2000シリーズ アルティメット Vol.20 ラブ★マージャン!2                                                       | ディースリー・パブリッシャー                   | |
| 10月14日 | SIMPLE2000シリーズ Vol.64 THE スプラッターアクション                                                             | ディースリー・パブリッシャー                   | |
| 10月14日 | SIMPLE2000シリーズ Vol.65 THE キョンシーパニック                                                                 | ディースリー・パブリッシャー                   | |
| 10月14日 | 召しませ浪漫茶房                                                                                                 | ディースリー・パブリッシャー                   | |
| 10月21日 | アカイイト | サクセス                                       | |
| 10月21日 | エースコンバット5 ジ・アンサング・ウォー                                                                         | ナムコ                                         | 『エースコンバット04 シャッタードスカイ』の続編 |
| 10月21日 | 好きなものは好きだからしょうがない!! -RAIN- Sukisyo! Episode #03                                                 | インターチャネル                               | |
| 10月21日 | スロッターUPコア4 ガチスロ! トンちゃんの実戦 パチスロオレ主義!!                                                  | ドラス                                         | |
| 10月21日 | ティム・バートン ナイトメアー・ビフォア・クリスマス ブギーの逆襲                                                 | カプコン                                       | |
| 10月21日 | ラ・ピュセル 光の聖女伝説 2周目はじめました。                                                                    | 日本一ソフトウェア                             | |
| 10月28日 | アーマード・コア ナインブレイカー                                                                                | フロム・ソフトウェア                           | アーマード・コアシリーズ第9弾で、ストーリーを構成するミッションはなく、トレーニングとアリーナを中心とした内容である。                                                            |
| 10月28日 | 蒼のままで…… | アイディアファクトリー                         | |
| 10月28日 | Apocripha/0 | GN Software                                    | PCゲーム『Apocripha/0 アレクディスク』および『Apocripha/0 プラチナディスク』の移植版であり、当初は2004年9月22日に発売される予定だった                                            |
| 10月28日 | 北へ。Diamond Dust + Kiss is Beginning.                                                                          | ハドソン                                       | |
| 10月28日 | ザ・キング・オブ・ファイターズ 2003                                                                              | SNKプレイモア                                  | |
| 10月28日 | シュレック2 | ディースリー・パブリッシャー                   | |
| 10月28日 | SuperLite2000 恋愛アドベンチャー Ever17 -the out of infinity- Premium Edition                                    | サクセス                                       | |
| 10月28日 | 水月 〜迷心〜 | KID                                            | |
| 10月28日 | ステラデウス | アトラス                                       | |
| 10月28日 | スロッターUPマニア5 爽快激打!マッハGoGoGo&だるま猫                                                               | ドラス                                         | |
| 10月28日 | センチメンタルプレリュード                                                                                       | インターチャネル                               | |
| 10月28日 | DRIV3R | アタリジャパン                                 | |
| 10月28日 | True Crime:Streets of LA                                                                                         | カプコン                                       | |
| 10月28日 | HARD LUCK | スパイク                                       | |
| 10月28日 | ポチッとにゃ〜                                                                                                   | バンダイ                                       | |
| 10月28日 | 楽勝!パチスロ宣言2 デカダン・十字架                                                                              | テクモ                                         | |
| 10月28日 | 我が竜を見よ | ソニー・コンピュータエンタテインメント         | |
| 11月3日  | SDガンダムフォース 大決戦! 次元海賊デ・スカール!!                                                                | バンダイ                                       | |
| 11月3日  | ジャイアントロボ THE ANIMATION -地球が静止する日                                                                 | ディースリー・パブリッシャー                   | |
| 11月3日  | シャイニング・ティアーズ                                                                                         | セガ                                           | シャイニングシリーズの1作品。 |
| 11月3日  | ドカポン・ザ・ワールド                                                                                           | アスミック・エースエンタテインメント           | |
| 11月3日  | ネオコントラ | コナミ                                         | 魂斗羅シリーズの1作品。 |
| 11月3日  | 爆封スラッシュ!キズナ 嵐                                                                                         | ソニー・コンピュータエンタテインメント         | 同名漫画とタイアップしたEyeToy対応タイトル |
| 11月3日  | LoveSongs♪ADV 双葉理保19歳 〜冬〜                                                                                | ディースリー・パブリッシャー                   | |
| 11月3日  | アーク ザ ラッド ジェネレーション                                                                                | ソニー・コンピュータエンタテインメント         | 『アーク ザ ラッド』シリーズの1作品。 |
| 11月11日 | NBA STARTING FIVE 2005                                                                                           | コナミ                                         | |
| 11月11日 | セガ スーパースターズ                                                                                            | セガ                                           | Eyetoy用ソフトで、Eyetoyカメラ同梱版もある。 |
| 11月11日 | SIMPLE2000シリーズ アルティメットVol.21 喧嘩上等!ヤンキー番長                                                    | ディースリー・パブリッシャー                   | |
| 11月11日 | SIMPLE2000シリーズ Vol.66 THE パーティー右脳クイズ                                                               | ディースリー・パブリッシャー                   | |
| 11月11日 | SIMPLE2000シリーズ Vol.67 THE 推理 〜そして誰もいなくなった〜                                                    | ディースリー・パブリッシャー                   | |
| 11月11日 | SuperLite2000パズル 平成博徒伝                                                                                   | サクセス                                       | |
| 11月11日 | スタンダード大戦略 電撃戦                                                                                        | サミー                                         | |
| 11月11日 | 牧場物語 Oh! ワンダフルライフ                                                                                    | マーベラスインタラクティブ                     | ゲームキューブ用ソフト『牧場物語 ワンダフルライフ』の強化移植版。 |
| 11月11日 | マグナカルタ | バンプレスト                                   | 日韓共同プロジェクト作品で、キャラクターデザインはキム・ヒョンテが担当した。 |
| 11月18日 | Jリーグウイニングイレブン8 アジアチャンピオンシップ                                                              | コナミ                                         | |
| 11月18日 | ZOIDS STRUGGLE                                                                                                   | トミー                                         | |
| 11月18日 | DDR Festival Dance Dance Revolution                                                                              | コナミ                                         | |
| 11月18日 | beatmania IIDX 8thStyle                                                                                          | コナミ                                         | 同名アーケードゲームの移植版 |
| 11月18日 | pop'n music10 | コナミ                                         | |
| 11月18日 | マッデンNFL スーパーボウル 2005                                                                                  | エレクトロニック・アーツ                       | |
| 11月18日 | 名探偵コナン 大英帝国の遺産                                                                                      | バンダイ                                       | |
| 11月18日 | 桃太郎電鉄USA | ハドソン                                       | |
| 11月25日 | 片神名〜喪われた因果律〜                                                                                         | アルケミスト                                   | アルケミスト初のオリジナル作品である述べるゲーム。 |
| 11月25日 | スーパー上海2005                                                                                                 | スターフィッシュ                               | |
| 11月25日 | スロッターUPコア5 ルパン大好き!主役は銭形                                                                        | ドラス                                         | 同名パチスロを収録した実機シミュレーター |
| 11月25日 | 帝国千戦記 | インターチャネル                               | |
| 11月25日 | テクモヒットパレード                                                                                             | テクモ                                         | 『プレアデス』ほかテクモ製のアーケードゲームを収録。 |
| 11月25日 | 天空断罪スケルターヘブン                                                                                         | アイディアファクトリー                         | |
| 11月25日 | 魔女っ娘ア・ラ・モード 唱えて、恋の魔法!                                                                         | インターチャネル                               | |
| 11月25日 | メンアットワーク!3 愛と青春のハンター学園                                                                        | KID                                            | |
| 11月25日 | ラチェット&クランク3 突撃!ガラクチック★レンジャーズ                                                              | ソニー・コンピュータエンタテインメント         | |
| 11月25日 | ルパン三世 コロンブスの遺産は朱に染まる                                                                          | バンプレスト                                   | |
|          | ドラゴンクエストVIII 空と海と大地と呪われし姫君                                                                  | スクウェア・エニックス                         | スクウェア・エニックス発足後初めてとなるドラゴンクエストシリーズ作品。 |
| 12月2日  | ウルトラマン Fighting Evolution 3                                                                                | バンプレスト                                   | |
| 12月2日  | NBAライブ2005 | エレクトロニック・アーツ                       | |
| 12月2日  | カードキャプターさくら さくらちゃんとあそぼ!                                                                     | NHKソフトウェア                                | |
| 12月2日  | CAPCOM FIGHTING Jam                                                                                              | カプコン                                       | |
| 12月2日  | 金色のガッシュベル!! 激闘!最強の魔物達                                                                           | バンダイ                                       | |
| 12月2日  | 彩京シューティングコレクション Vol.2 戦国エース&戦国ブレード                                                     | タイトー                                       | |
| 12月2日  | ダビつく4 ダービー馬をつくろう!                                                                                  | セガ                                           | |
| 12月2日  | D→A:WHITE | トンキンハウス                                 | 『D→A:BLACK』の続編。 |
| 12月2日  | NEW人生ゲーム | タカラ                                         | |
| 12月2日  | Mr.インクレディブル                                                                                              | ディースリー・パブリッシャー                   | 同名アニメ映画のゲーム化。 |
| 12月9日  | ヴィクトリー・ウイングス ゼロ・パイロット シリーズ                                                               | サミー                                         | 第二次世界大戦を題材としたフライトシューティングゲーム。 |
| 12月9日  | 大都技研公式パチスロシミュレーター 吉宗                                                                          | 大都技研                                       | パチスロ機『吉宗』の実機シミュレーター |
| 12月9日  | 仮面ライダー剣                                                                                                   | バンダイ                                       | 同名テレビ番組のゲーム化。 |
| 12月9日  | 機動戦士ガンダム ガンダムvs.Ζガンダム                                                                            | バンダイ                                       | 『機動戦士Zガンダム エゥーゴvs.ティターンズDX』のシステムを基にした作品。 |
| 12月9日  | クラッシュ・バンディクー5 え〜っ クラッシュとコルテックスの野望?!?                                               | ヴィヴェンディ・ユニバーサルゲームズ           | クラッシュ・バンディクーシリーズ第5弾。 |
| 12月9日  | ゴジラ怪獣大乱闘 地球最終決戦                                                                                    | アタリジャパン                                 | ゲームキューブ用ソフト『ゴジラ怪獣大乱闘』の強化移植版。 |
| 12月9日  | サイヴァリア2 ULTIMATE FINAL                                                                                     | サクセス                                       | 『サイヴァリア』の続編。 |
| 12月9日  | SIMPLE2000シリーズ アルティメットVol.22 スタイリッシュ麻雀 兎-野性の闘牌-&兎-野性の闘牌 THE ARCADE- ダブルパック | ディースリー・パブリッシャー                   | |
| 12月9日  | SIMPLE2000シリーズ Vol.68 THE 逃走ハイウェイ 〜名古屋-東京〜                                                     | ディースリー・パブリッシャー                   | 東名高速での逃走劇を描いたドライブゲーム |
| 12月9日  | ソニック メガコレクション プラス                                                                                 | セガ                                           | 『ソニック・ザ・ヘッジホッグ』ほか複数作品を収録。 |
| 12月9日  | 太鼓の達人 ゴー!ゴー!五代目                                                                                      | ナムコ                                         | 太鼓の達人シリーズの1作品 |
| 12月9日  | テニスの王子様 RUSH&DREAM!                                                                                       | コナミ                                         | 『テニスの王子様』を題材とした育成ゲーム第3弾。 |
| 12月9日  | FIFAトータルフットボール2                                                                                        | エレクトロニック・アーツ                       | 『FIFAトータルフットボール』第2弾。 |
| 12月9日  | 双恋 -フタコイ-                                                                                                  | メディアワークス                               | 雑誌「電撃G's magazine」の読者参加企画のゲーム化。 |
| 12月9日  | ヨーロピアンクラブサッカーウイニングイレブンタクティクス                                                         | コナミ                                         | 監督の視点からサッカーを描いたシミュレーションゲーム。 |
| 12月15日 | 信長の野望Online 飛龍の章                                                                                        | コーエー                                       | 『信長の野望Online』の拡張パック |
| 12月16日 | RPGツクール | エンターブレイン                               | 『PRGツクール5』の続編。 |
| 12月16日 | 実況パワフルプロ野球11超決定版                                                                                   | コナミ                                         | 『実況パワフルプロ野球11』に2004年度ペナント終了時点のデータを搭載した作品。 |
| 12月16日 | SuperLite 2000 テーブル めざせ! チェスチャンピオン                                                               | サクセス                                       | ネットワーク対戦対応。 |
| 12月16日 | テイルズ オブ リバース                                                                                           | ナムコ                                         | テイルズオブシリーズの1作品 |
| 12月16日 | ビューティフル ジョー2 ブラックフィルムの謎                                                                      | カプコン                                       | ビューティフル ジョーシリーズ第2弾 |
| 12月16日 | ボボボーボ・ボーボボ集まれ!!体感ボーボボ                                                                         | ハドソン                                       | テレビアニメ『ボボボーボ・ボーボボ』のゲーム化作品。 EyeToy専用。 |
| 12月16日 | 麻雀三国志 | 毎日コミュニケーションズ                       | 三國志を題材としたマージャンゲーム |
| 12月16日 | メタルギアソリッド3 スネークイーター                                                                             | コナミ                                         | メタルギアシリーズ第5作。 |
| 12月16日 | レジェンズ 激闘!サーガバトル                                                                                     | バンダイ                                       | テレビアニメ『レジェンズ』のゲーム化。 |
| 12月22日 | K-1 PREMIUM 2004 Dynamite!!                                                                                      | ディースリー・パブリッシャー                   | 総合格闘技・K-1をゲーム化。 |
| 12月22日 | 決戦III | コーエー                                       | 『決戦』シリーズ第3弾 |
| 12月22日 | ザ・タイピング・オブ・ザ・デッド                                                                                 | セガ                                           | 同名アーケードゲームの移植版であるタイピングゲーム。 |
| 12月22日 | ドラゴンクエスト&ファイナルファンタジー in いただきストリートSpecial                                             | スクウェア・エニックス                         | いただきストリートシリーズでは初めて、ドラゴンクエストシリーズとファイナルファンタジーシリーズ両方を題材とした作品。                                                             |
| 12月22日 | なついろ 〜星屑のメモリー〜                                                                                      | プリンセスソフト                               | 成人向けPCゲーム『なついろ〜星降る湖畔の夏休み〜』の移植版。 |
| 12月22日 | ニード・フォー・スピード アンダーグラウンド2                                                                     | エレクトロニック・アーツ                       | 『ニード・フォー・スピード アンダーグラウンド』シリーズ第2弾 |
| 12月22日 | 幕末恋華 新選組                                                                                                  | ディースリー・パブリッシャー                   | 新選組を題材とした女性向け恋愛アドベンチャーゲーム |
| 12月22日 | バルダーズゲート・ダークアライアンスII                                                                           | インタープレイ                                 | 『バルダーズゲート・ダークアライアンス』シリーズ第2弾 |
| 12月22日 | 遙かなる時空の中で3                                                                                              | コーエー                                       | 『遙かなる時空の中で』シリーズ第3弾 |
| 12月22日 | ロード・オブ・ザ・リング 中つ国第三紀                                                                            | エレクトロニック・アーツ                       | 『ロード・オブ・ザ・リング』としては初めてのRPG |
| 12月28日 | グランツーリスモ4                                                                                                | ソニー・コンピュータエンタテインメント         | グランツーリスモシリーズ第4弾 |
| 12月28日 | ザ・キング・オブ・ファイターズ'94 RE-BOUT                                                                        | SNKプレイモア                                  | 『ザ・キング・オブ・ファイターズ'94』の移植版で、シリーズ10周年記念作でもある。また、SNKプレイモアにとっては初めてのマルチマッチング対応作品でもある。                           |
| 12月28日 | ToHeart2 | アクアプラス                                   | 恋愛アドベンチャーゲーム |
| 12月28日 | ちゅ〜かな雀士てんほー牌娘                                                                                       | サイバーフロント                               | 『アイドル雀士 スーチーパイ』のスタッフによる作品で、のちに同シリーズに組み込まれた。 当初は11月25日の発売を予定していたが，12月16日に延期となった。                             |
| 12月28日 | はじめの一歩 ALL☆STARS                                                                                           | ESP                                            | 漫画『はじめの一歩』のゲーム化で、当初は12月22日に発売が予定されていた。 |
| 12月30日 | Cherry blossom 〜チェリーブロッサム〜                                                                            | TAKUYO                                         | 全寮制の男子校を舞台とした育成アドベンチャー。 |